# Saint-Martial (Gard)
Saint-Martial – miejscowość i gmina we Francji, w regionie Oksytania, w departamencie Gard.
Według danych na rok 1990 gminę zamieszkiwało 188 osób, a gęstość zaludnienia wynosiła 11 osób/km² (wśród 1545 gmin Langwedocji-Roussillon Saint-Martial plasuje się na 720. miejscu pod względem liczby ludności, natomiast pod względem powierzchni na miejscu 463.).